# Calendario internazionale femminile UCI
Il calendario internazionale femminile UCI riunisce le principali gare femminili di ciclismo su strada organizzate dalla Unione Ciclistica Internazionale. È composto da circa 70 eventi ed include anche le gare dell'UCI Women's World Tour e dei Campionati del mondo di ciclismo su strada.

## Classificazione degli eventi
Le corse, sia a tappe che in linea, si dividono in quattro calendari:
- UCI Women's World Tour, che comprende le corse più importanti, suddivise a loro volta in:

- 1.WWT (corse di un giorno);
- 2.WWT (corse a tappe).

- UCI Women's ProSeries, il secondo circuito per importanza, suddiviso in:

- 1.Pro (corse di un giorno);
- 2.Pro (corse a tappe).

- UCI Women Elite, che comprende altre corse, suddivise in:

- Corse di Prima Categoria, a loro volta suddivise in:

- 1.1 (corse di un giorno);
- 2.1 (corse a tappe).

- Corse di Seconda Categoria, a loro volta suddivise in:

- 1.2 (corse di un giorno);
- 2.2 (corse a tappe).

- CC (campionati continentali)
- CN (campionati nazionali)

- UCI World, che comprende:

- CM (campionati del mondo)
- JO (giochi olimpici)

## Classifiche
A seconda della tipologia della corsa, vengono attribuiti diversi punteggi, in base ai quali vengono stilate tre classifiche distinte: individuale, per squadra e per nazione.
Classifica individuale
Viene calcolata mensilmente sommando i punti ottenuti da ogni atleta, nelle corse disputate dopo la compilazione della classifica precedente. Contemporaneamente vengono anche sottratti i punti ottenuti nello stesso periodo dell'anno precedente.
Classifica per squadre
Viene calcolata sommando i punteggi ottenuti dalle quattro migliori piazzate nella classifica individuale.
Classifica per nazioni
Viene calcolata sommando i punteggi ottenuti dalle cinque migliori piazzate nella classifica individuale.

### Punteggi
Aggiornati al 2016.
| Pos.                                                 | World Tour | Categoria 1 Elite | Categoria 2 Elite |
| ---------------------------------------------------- | ---------- | ----------------- | ----------------- |
| 1°                                                   | 120        | 80                | 40                |
| 2°                                                   | 100        | 60                | 30                |
| 3°                                                   | 85         | 45                | 16                |
| 4°                                                   | 70         | 35                | 12                |
| 5°                                                   | 60         | 30                | 10                |
| 6°                                                   | 50         | 25                | 8                 |
| 7°                                                   | 40         | 21                | 6                 |
| 8°                                                   | 35         | 18                | 3                 |
| 9°                                                   | 30         | 15                | 2                 |
| 10°                                                  | 25         | 12                | 1                 |
| 11°                                                  | 20         | 10                |                   |
| 12°                                                  | 18         | 8                 |                   |
| 13°                                                  | 16         | 6                 |                   |
| 14°                                                  | 14         | 5                 |                   |
| 15°                                                  | 12         | 4                 |                   |
| 16°                                                  | 10         | 3                 |                   |
| 17°                                                  | 8          | 2                 |                   |
| 18°                                                  | 6          | 1                 |                   |
| 19°                                                  | 4          |                   |                   |
| 20°                                                  | 2          |                   |                   |
| Punti per tappa                                      |            |                   |                   |
| 1°                                                   | 25         | 16                | 8                 |
| 2°                                                   | 20         | 12                | 5                 |
| 3°                                                   | 18         | 8                 | 3                 |
| 4°                                                   | 16         | 6                 | 1                 |
| 5°                                                   | 14         | 5                 |                   |
| 6°                                                   | 12         | 4                 |                   |
| 7°                                                   | 10         | 3                 |                   |
| 8°                                                   | 8          | 2                 |                   |
| 9°                                                   | 6          |                   |                   |
| 10°                                                  | 4          |                   |                   |
| Maglia di leader (tappa/evento)                      |            |                   |                   |
| 1°                                                   | 6          | 4                 | 2                 |
| Leader della classifica UCI World Tour (ogni evento) |            |                   |                   |
| 1°                                                   | 6          |                   |                   |

| 1° | 10 | 3 |
| 2° | 7  | 2 |
| 3° | 5  | 1 |
| 4° | 3  |   |
| 5° | 1  |   |

| Giochi olimpici e Campionato del mondo | Giochi olimpici e Campionato del mondo | Giochi olimpici e Campionato del mondo |
| Pos.                                   | In linea                               | Cronometro                             |
| -------------------------------------- | -------------------------------------- | -------------------------------------- |
| 1°                                     | 200                                    | 120                                    |
| 2°                                     | 170                                    | 100                                    |
| 3°                                     | 140                                    | 85                                     |
| 4°                                     | 130                                    | 70                                     |
| 5°                                     | 120                                    | 60                                     |
| 6°                                     | 110                                    | 50                                     |
| 7°                                     | 100                                    | 40                                     |
| 8°                                     | 90                                     | 30                                     |
| 9°                                     | 80                                     | 20                                     |
| 10°                                    | 70                                     | 15                                     |
| 11°                                    | 60                                     | 10                                     |
| 12°                                    | 50                                     | 9                                      |
| 13°                                    | 40                                     | 8                                      |
| 14°                                    | 30                                     | 7                                      |
| 15°                                    | 20                                     | 6                                      |
| 16°                                    | 15                                     | 5                                      |
| 17°                                    | 10                                     | 4                                      |
| 18°                                    | 8                                      | 3                                      |
| 19°                                    | 5                                      | 2                                      |
| 20°                                    | 3                                      | 1                                      |

| Campionati continentali | Campionati continentali | Campionati continentali | Campionati continentali | Campionati continentali | Campionati continentali | Campionati continentali |
|                         | Europa e America        | Europa e America        | Asia                    | Asia                    | Oceania e Africa        | Oceania e Africa        |
| Pos.                    | In linea                | Cronometro              | In linea                | Cronometro              | In linea                | Cronometro              |
| ----------------------- | ----------------------- | ----------------------- | ----------------------- | ----------------------- | ----------------------- | ----------------------- |
| 1°                      | 80                      | 16                      | 60                      | 12                      | 40                      | 8                       |
| 2°                      | 56                      | 11                      | 40                      | 9                       | 30                      | 5                       |
| 3°                      | 32                      | 6                       | 27                      | 5                       | 16                      | 2                       |
| 4°                      | 24                      | 5                       | 20                      | 3                       | 12                      |                         |
| 5°                      | 20                      | 4                       | 15                      |                         | 10                      |                         |
| 6°                      | 16                      | 2                       | 10                      | 8                       |                         |                         |
| 7°                      | 12                      |                         | 9                       | 6                       |                         |                         |
| 8°                      | 8                       | 7                       | 3                       |                         |                         |                         |
| 9°                      | 7                       | 5                       |                         |                         |                         |                         |
| 10°                     | 6                       | 3                       |                         |                         |                         |                         |
| 11°                     | 5                       |                         |                         |                         |                         |                         |
| 12°                     | 3                       |                         |                         |                         |                         |                         |